# Aly & Fila
Aly & Fila — египетский транс-дуэт, который в 1999 году сформировали Али Амр Фатхаллах (Aly) и Фади Вассиф Наджиб (Fila). Коллектив получил известность благодаря ремиксам и композициям в стиле аплифтинг-транс.

## История
Оба музыканта родились в 1981 году в Каире. Они были знакомы друг с другом с детства и вместе учились в школе.
В 1996 году во время пребывания в Германии Фади купил несколько дисков от Gatecrasher. Подобная музыка в Египте нигде не продавалась и была практически не известна для широкого круга слушателей. Ребята были просто очарованны красотой и мелодичностью транс-музыки. Их кумирами того времени стали Chicane, Paul van Dyk и Steve Helstrip (The Thrillseekers).
В 1999 году они решили собрать свою собственную небольшую домашнюю студию. На первоначальных этапах карьеры Фади больше привлекал диджеинг, в то время как Али был увлечён игрой на клавишных. Примерно в 2001 году они объединили свои усилия. Али и Фади начали активные выступления со своими диджейскими сетами у себя в стране. Музыканты довольно быстро обрели популярность на родине, и все их дальнейшие действия были направлены на международное признание.
Первым значимым шагом в этом направлении для них стало подписание контракта с немецким лейблом Euphonic Records в 2002 году. Их первый релиз на этом лейбле стал сенсацией в транс-музыке. Трек «Eye Of Horus» вместе с ремиксом от Ronski Speed, получил одобрительные отзывы от Paul Van Dyk, Armin Van Buuren, DJ Tiesto, и многих других диджеев. Вскоре трек был переиздан на Fundamental Recordings в Голландии. Трек достиг четвёртого места в Dutch Dance Chart. «Eye Of Horus» попал во множество микс-компиляций, среди которых Gatecrasher Resident Transmission 02, Viva Club Rotation, Mexico Love Parade, Energy 03. Название трека переводится как Глаз Гора, это обусловлено тем, что ребята гордятся культурой и историей своей родины, и хотели открыть для мира Египет именно с этой стороны.
После окончания контракта с Euphonic Records, Фади познакомился со швейцарским диджеем Энди Принцем (Andy Prinz), основателем звукозаписывающей компании Offshore Music Entertainment. На этом лейбле был запущен подлейбл Offshore под названием Egyptian Edition, на котором Aly & Fila начали выпускать собственную музыку. Первым релизом нового лейбла стал «Spirit of Ka», который к тому времени уже успел побывать в трек-листах многих диджеев. На сингл кроме оригинала попал ремикс немца Маркуса Шульца.
С 2006 года бренд Aly & Fila на сцене стал представлять только Фади, поскольку у Али возникли серьёзные проблемы с ухом, которые повлияли на его музыкальные способности. Однако, по словам самого Али, это не сказалось на совместном творчестве.
В 2006 году дуэт запустил на интернет-радиостанции Digitally Imported радиошоу под названием Future Sound of Egypt, выходящее в эфир по понедельникам с 23:00 до 00:00. С июня 2010 года радиошоу начало вещание в России на радио Рекорд в ночь с четверга на пятницу в 02:00.
Дуэт участвовал в праздновании ряда юбилейных выпусков шоу Армина ван Бюрена A State of Trance. С каждым годом популярность египетского дуэта возрастала, о чём свидетельствовали результаты DJ Mag Top 100. В 2007 году Aly & Fila заняли 111-е место в списке 250 лучших диджеев мира, в 2008 году они были уже на 31-м месте, в 2009 достигли 22-го места, а в 2010 году поднялись ещё на две позиции, заняв 20-е место в сотне лучших диджеев планеты. Дуэт оказывал большое влияние на мир транс-музыки и с каждым годом всё более совершенствовал своё звучание.
19 февраля 2010 года собственный лейбл дуэта Future Sound Of Egypt присоединился к лейблу Armada Music, став 28-м подлейблом в составе Armada. В том же году Aly & Fila выпустили на Future Sound Of Egypt свой дебютный альбом Rising Sun.
В 2018 году дуэт Aly & Fila занял 74-е место в списке лучших диджеев мира по версии журнала DJ Magazine.

## Дискография

### Альбомы
- 2010 Rising Sun
- 2011 Rising Sun (The Remixes)
- 2013 Quiet Storm
- 2014 Quiet Storm (The Remixes)
- 2014 The Other Shore
- 2015 The Chill Out
- 2017 Beyond The Lights

### Компиляции
- 2008 TranceWorld Vol. 2
- 2009 Talla 2XLC Invites Aly & Fila — Techno Club Vol. 30
- 2010 Future Sound of Egypt Vol. 1
- 2012 Future Sound of Egypt Vol. 2
- 2015 Future Sound of Egypt Vol. 3

### Синглы
- 2003 Eye of Horus
- 2005 Spirit of Ka
- 2007 Ankh — Breath of Life
- 2007 Aly & Fila pres A&F Project — Uraeus
- 2007 Thebes
- 2007 How Long
- 2007 A Dream Of Peace
- 2008 Lost Language
- 2008 Key of Life
- 2008 Dynasty
- 2009 Khepera
- 2009 Rosaires
- 2009 Megalithic (with John O’Callaghan)
- 2010 My Mind is with You (feat. Denise Rivera)
- 2010 Listening (feat. Josie)
- 2010 I Can Hear You (feat. Sue McLaren)
- 2010 Perfect Red (vs Bjorn Akesson)
- 2010 Medellin
- 2010 Without You (The Never Knowing)
- 2011 Paradise (feat. Tiff Lacey)
- 2011 We Control the Sunlight (feat. Jwaydan)
- 2011 Freedom
- 2011 Still (feat. Sue McLaren)
- 2011 200 (FSOE 200 Anthem)
- 2012 Fireisland
- 2012 Perfect Love (meet Roger Shah feat. Adrina Thorpe)
- 2012 Sand Theme (vs Bjorn Akesson) (FSOE 250 Anthem)
- 2012 Coming Home (feat. Jwaydan)
- 2012 Vapourize (vs John O’Callaghan)
- 2013 Running Out of Time (feat. Chris Jones)
- 2013 Mysteries Unfold (feat. Sue McLaren)
- 2013 The Journey (vs. Fady and Mina)
- 2013 Without You (feat. Susana)

### Совместные композиции
- 2007 — Aly & Fila Vs FKN feat Jahala — How Long
- 2007 — Aly & Fila Vs Amadeus — A Dream Of Peace
- 2009 — John O'Callaghan & Aly & Fila — Megalithic

### Ремиксы
- 2004 Audioplacid — Diving (Aly & Fila Remix)
- 2005 Lime & Dale — Downtown (Aly & Fila Remix)
- 2005 York — Iceflowers (Aly & Fila Remix)
- 2005 Filo & Peri meet Mike Foyle — Luana (Aly & Fila Remix)
- 2006 The Thrillseekers Feat. Gina Dootson — By Your Side (Aly & Fila Remix)
- 2006 Tatana — Interview With An Angel (Aly & Fila Remix)
- 2006 Miguel Sassot — Empty (Aly & Fila Remix)
- 2006 York Feat. Asheni — Mercury Rising (Aly & Fila Remix)
- 2006 Magic Island — Paradise (Aly & Fila Remix)
- 2007 Lost Witness vs. Sassot — Whatever (Aly & Fila Remix)
- 2007 FKN Feat. Jahala — Why (Aly & Fila Remix)
- 2007 Deems — Tears Of Hope (Aly & Fila Remix)
- 2007 Mark Eteson & Jon Prior — Dynamic Stability (Aly & Fila Remix)
- 2007 DT8 Project — Hold Me Till The End (Aly & Fila Remix)
- 2007 DJ Atmospherik — You Owe Me (Aly & Fila Remix)
- 2007 Andy Prinz With Naama Hillman — Quiet Of Mind (Aly & Fila Remix)
- 2007 Mr. Sam featuring Kirsty Hawkshaw — Split (Aly & Fila Remix)
- 2007 Abbott & Chambers — Never After (Aly & Fila Remix)
- 2007 Six Senses Pres. Xposure — Niagara (Aly & Fila Remix)
- 2007 Ben Gold — Roll Cage (Aly & Fila Remix)
- 2007 Majera — Velvet Sun (Aly & Fila Remix)
- 2008 Mungo — Summer Blush (Aly & Fila Rework)
- 2008 Armin van Buuren ft. Susana — If You Should Go (Aly & Fila Remix)
- 2008 Tarja Turunen — The Reign (Aly & Fila Remix)
- 2008 Lange — Out Of The Sky (Aly & Fila Remix)
- 2008 Ben Gold feat. Senadee — Say the Words (Aly & Fila Remix)
- 2008 DJ Shah ft. Adrina Thorpe — Back To You (Aly & Fila Remix)
- 2008 Filo & Peri ft. Eric Lumiere — Shine On (Aly & Fila Remix)
- 2008 Rapid Eye — Circa Forever (Aly & Fila Remix)
- 2008 Aly & Fila vs. FKN feat. Jahala — How Long (Aly & Fila Remix)
- 2008 DJ Shah a.k.a. Sunlounger feat Zara — Lost (Aly & Fila Remix)
- 2008 Ferry Corsten — Galaxia (Aly & Fila Rework)
- 2008 DNS Project Pres. Whiteglow — Airbourne (Aly & Fila Remix)
- 2009 Vast Vision feat. Fisher — Everything (Aly & Fila Remix)
- 2009 Neptune Project — Aztec (Aly & Fila Remix)
- 2009 Philippe El Sisi feat Aminda — You Never Know (Aly & Fila Remix)
- 2009 Sly One — This Late Stage (Aly & Fila Remix)
- 2010 Leon Bolier — Shimamoto (Aly & Fila Remix)
- 2010 Max Graham feat. Ana Criado — Nothing Else Matters (Aly & Fila Remix)
- 2010 Nacho Chapado & SMAZ feat. Sue McLaren — Between Heaven and Earth (Aly & Fila Remix)
- 2010 Solarstone — Touchstone (Aly & Fila Remix)
- 2010 Armin van Buuren pres. Gaia — Aisha (Aly & Fila Remix)
- 2010 John Askew — Intimate Strangers (Aly & Fila Remix)
- 2011 Sied van Riel feat. Nicole McKenna — Stealing Time (Aly & Fila Remix)
- 2011 Ayumi Hamasaki — Days (Aly & Fila Remix)
- 2011 Ayumi Hamasaki — Days (Aly & Fila Dub Mix)
- 2011 Protoculture feat. Shannon Hurley — Sun Gone Down (Aly & Fila Remix)
- 2011 Mandala Bros — Return To India (Aly & Fila Remix)
- 2011 Joel Hirsch & Dustin Allen — Alive (Aly & Fila Remix)
- 2011 Bjorn Akesson & Jwaydan — Xantic (Aly & Fila vs. Bjorn Akesson Remix)
- 2012 Andy Moor feat. Jessica Sweetman — In Your Arms (Aly & Fila Remix)
- 2012 Solarstone with Aly & Fila — Fireisland (Aly & Fila Uplifting Mix)
- 2012 Gareth Emery feat. Christina Novelli — Concrete Angel (Aly & Fila Remix)
- 2012 Alex M.O.R.P.H. feat. Hannah — When I Close My Eyes (Aly & Fila Remix)
- 2013 Global Experience feat. JES — Higher Than The Sun (Aly & Fila Remix) [pending]